# Alouatta pigra
Alouatta pigra  é uma espécie de bugio que habita a América Central. É encontrado em Belize, Guatemala e México, nas florestas semideciduais e ombrófilas de terras baixas. É o maior primata da América Central e o maior do gênero Alouatta, com os machos pesando em média 11,4 kg  e as fêmeas 6,4 kg. Os grupos de A. pigra possuem em média, menos de 10 indivíduos.
A espécie é considerada como "Ameaçada" pela IUCN, já que nos últimos 30 anos as populações diminuíram consideravelmente.